# Olof Ask
Olof Ask (født 18. marts 1982) er en svensk tidligere håndboldspiller.
Ask har tidligere spillet kampe for det svenske landshold, og de danske klubber AaB Håndbold, GOG og KIF Kolding.